# St. Jakobus (Dürrenmungenau)

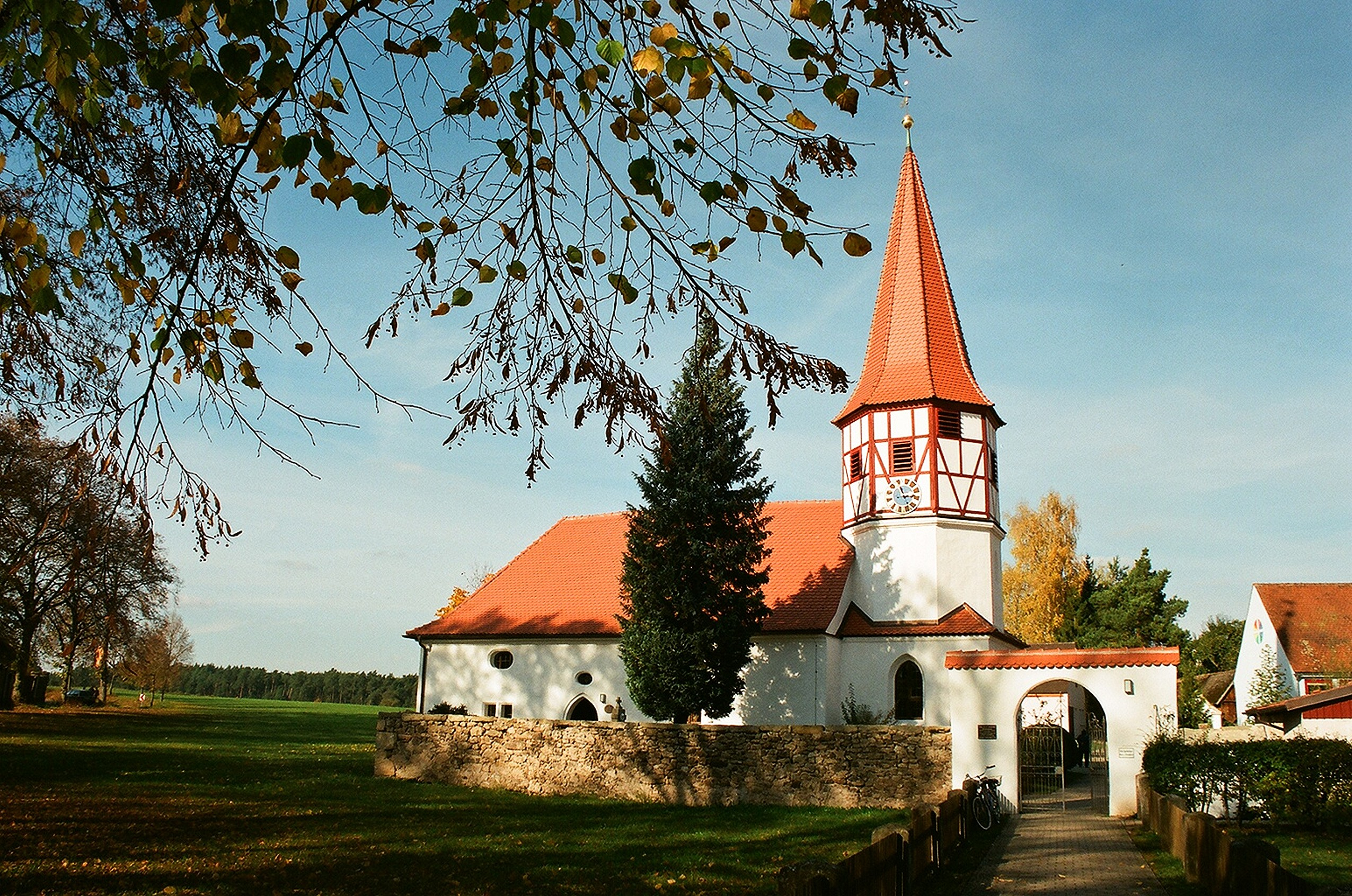
St. Jakobus, Südseite

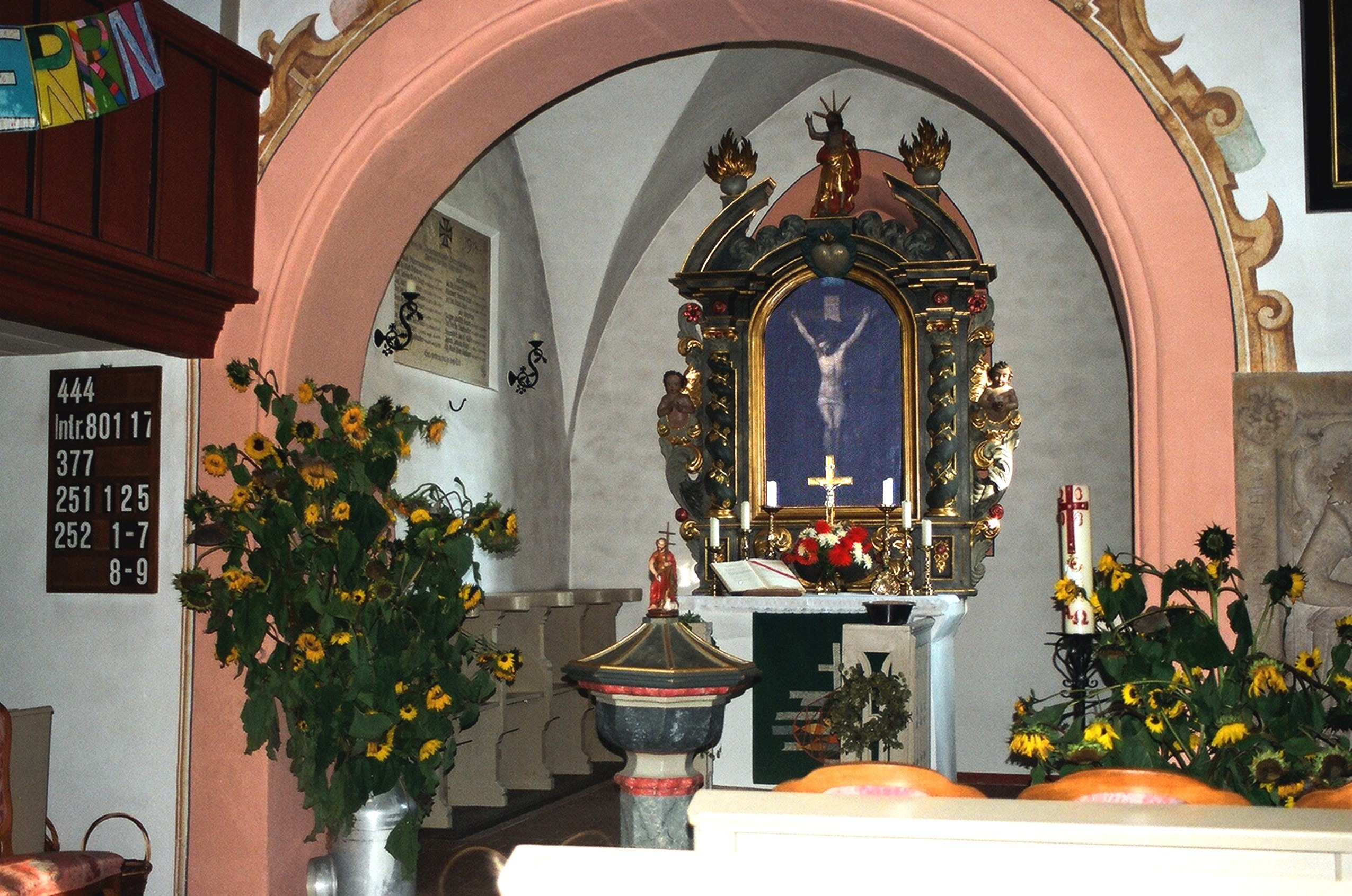
Innenansicht

St. Jakobus ist eine nach dem Apostel Jakobus benannte Kirche der evangelisch-lutherischen Kirchengemeinde Dürrenmungenau (Dekanat Windsbach).

## Kirchengemeinde
Dürrenmungenau war seit der Reformation nach St. Andreas (Wassermungenau) gepfarrt. 1610 erwarb Hans Christoph von Westernach das Schloss Dürrenmungenau und ließ im Schlosssaal jeden Sonntag Gottesdienste abhalten. 1614 wurde die St.-Jakobus-Kirche erbaut, die zunächst eine Filiale von Wassermungenau war, aber bereits 1617 zur Pfarrkirche erhoben wurde. Das Patronat übte bis 1982 der jeweilige Schlossherr aus. St. Jakobus gehörte ursprünglich zum Dekanat Schwabach. Während des Dreißigjährigen Krieges war die Pfarrstelle vakant. Bis 1651 mussten die Bewohner von den Pfarrern von Kalbensteinberg, Wassermungenau und Windsbach versorgt werden. Bis 1800 waren nur Dürrenmungenau, Fischhaus und Weihermühle nach St. Jakobus gepfarrt. 1810 wurde St. Jakobus dem neu gegründeten Dekanat Windsbach überwiesen. Seit 1820 gibt es in Abenberg und Kleinabenberg Bewohner evangelisch-lutherischer Konfession. Diese wurden 1833 nach Dürrenmungenau gepfarrt. 1834 kam der im selben Jahr gegründete Pippenhof hinzu. 1851 wurden die Bewohner evangelisch-lutherischer Konfession in Obersteinbach nach Dürrenmungenau gepfarrt. Seit 1925 gibt es in Obersteinbach die Gedächtniskapelle. In Abenberg wurde seit 1884 die Burgkapelle zur Abhaltung der Gottesdienste genutzt, seit 1996 die neu errichtete St.-Johannis-Kirche. Von 1977 bis 1993 wurde St. Jakobus von dem Wassermungenauer Pfarrer versorgt.

## Kirchengebäude
1614 wurde St. Jakobus als Chorturmkirche errichtet mit einem Chorturm im Osten, einem Saalbau im Westen und einer Sakristei im Norden, die sich am Saal und Chorturm anschließt. 1689 wurde die Kirche unter Ferdinand Sigmund v. Kreß renoviert. Dabei erhielt sie den zweigeschossigen oktogonalen Turm mit Fachwerk im Glockengeschoss und Spitzhelm. Der Chor mit seinen drei Spitzbogenfenstern wurde belassen. 1701 ließ von Kreß Altar und Kanzel im Barockstil errichten. 1923 wurde der Saal nach Westen um fünf Meter verlängert. Er hat seitdem ein Satteldach, das an der Westseite abgewalmt ist. An der Südseite befindet sich ein Spitzbogenportal und ein Spitzbogenfenster in der ersten Achse. In der zweiten Achse sind an der Nord- und Südseite zwei kleine Rechteckfenster mit einem ovalen Fenster darüber angebracht.
Der einschiffige Saal schließt mit einer Holzdecke flach ab. An der Nord- und Westseite ist eine Holzempore eingezogen. Der Orgel steht im Westen, eine abgeschlossene Kabine für die Herrschaften befindet sich im Norden. Der Saal ist an der Ostwand durch ein Rundbogenarkade mit dem Chor verbunden, der mit einem gratigen Kreuzgewölbe abschließt. Dort steht ein Hochaltar mit Aufsatz und Chorgestühl. Unmittelbar vor dem Chor steht mittig der Taufstein. Die Holzkanzel ist an der Südwand der Herrschaftsempore gegenüber angebracht. An der Ostwand des Chors steht ein eingemauertes Epitaph der Anna Veronica von Westernach († 1614), darüber ein großes Ölgemälde, das eine Variation von Hieronymus im Gehäuse ist und von Henricus Psichander 1561 gemalt wurde.
Zuletzt wurde die Kirche 1982 bis 1984 umfassend renoviert. 2005 wurden der Dachstuhl und der Glockenstuhl der Kirche saniert. 2014 erhielt sie vier neue Bronzeglocken.

## Orgel

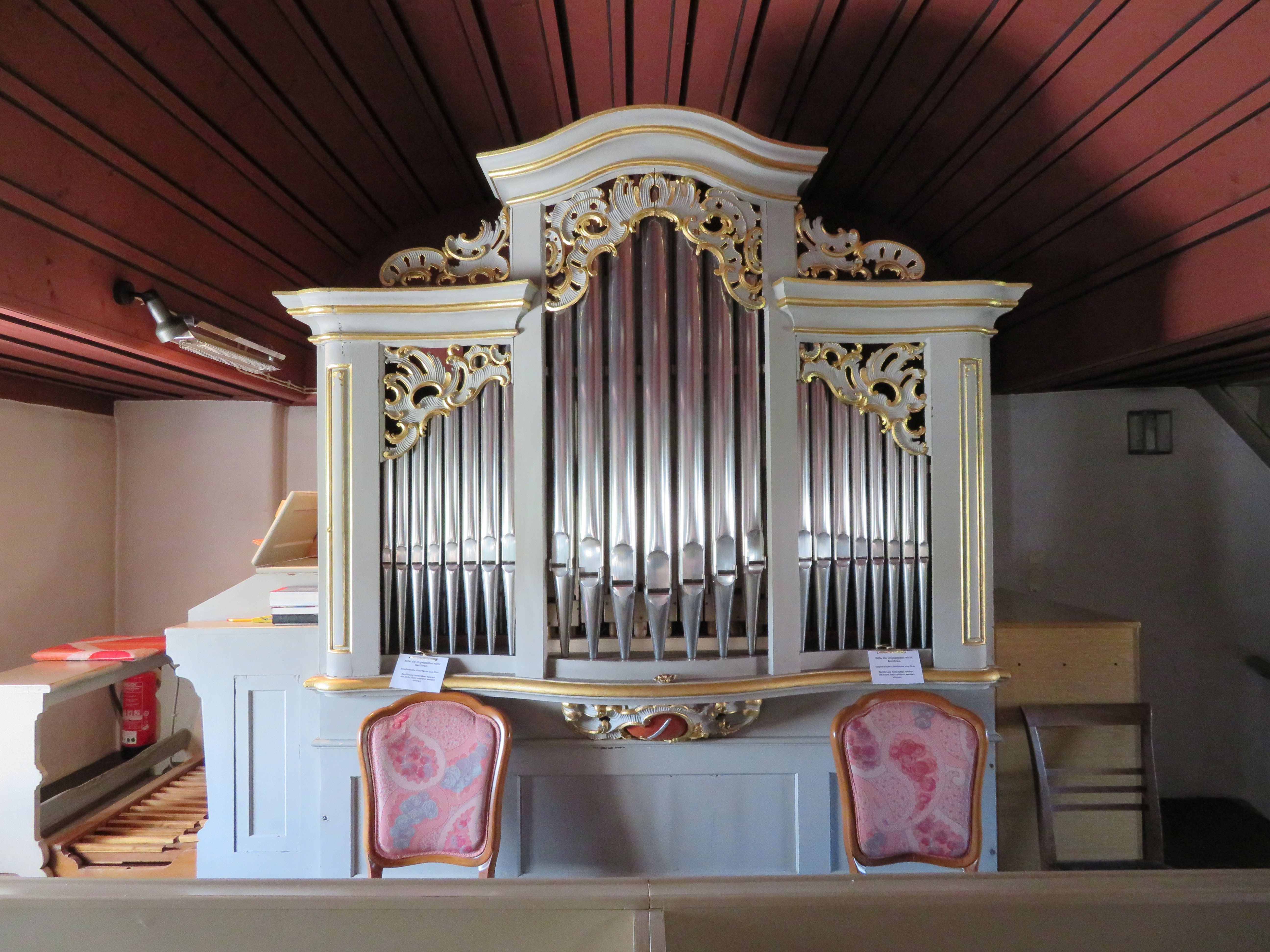
Orgel Dürrenmungenau

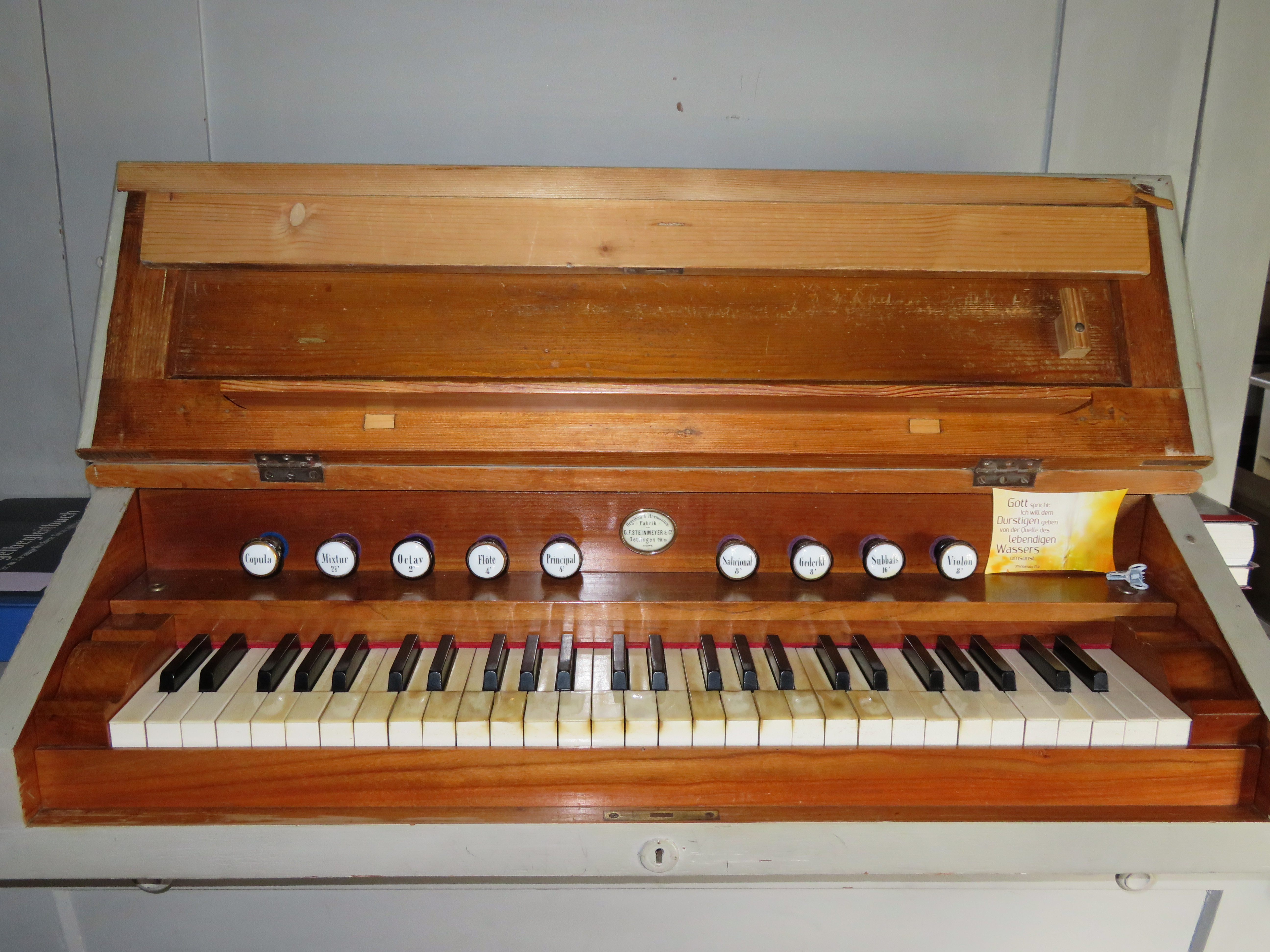
Spieltisch von 1885, Opus 277 der Firma G. F. Steinmeyer, Oettingen/Bayern

Die erste Orgel der Kirche wurde im Jahr 1718 gestiftet, ihr Erbauer ist unbekannt. Die zweite Orgel wurde in den 1780er Jahren des Nürnberger Orgelbauers Johann Jakob Bodechtel gebaut. Der Prospekt im Rokokostil ist erhalten. 1885 wurde in das Gehäuse ein neues Orgelwerk in Form einer mechanischen Kegellade der Firma G.F. Steinmeyer aus Oettingen/Bayern als Opus 277 eingebaut. Zu Kriegszwecken wurden 1917 die Prospektpfeifen aus Zinn ausgebaut und 1922 durch Zinkpfeifen ersetzt. 1952 erhielt die Orgel ein elektrisches Gebläse. An die vorhandene Pedalmechanik wurde eine zusätzliche mechanische Kegellade für das Register Choralbaß 4′ angebaut. Das Manualregister Tibia wurde entfernt. Bei der Kirchenrenovierung in den Jahren 1983/1984 wurde die Orgel saniert, etwas nach hinten versetzt und auf ein Podest gestellt. Eine weitere technische und klangliche Renovierung erfuhr die Orgel im Jahr 2017. Das Pedalregister Choralbaß wurde durch das Register Violon 8′ ersetzt und ein zusätzliches Manualregister Flöte 4′ eingebaut. Aus klanglichen und optischen Gründen wurden wieder Prospektpfeifen aus Zinn verwendet. Die Orgel stellt durch ihr Alter, hohe technische Funktionsfähigkeit und Klangschönheit eine Besonderheit im Dekanat Windsbach dar.
Die Disposition lautet wie folgt:
| I Manual C–f3 |       |                        |
| Gedeckt       | 8′    |                        |
| Salicional    | 8′    | (C–H Gedackt aus Holz) |
| Principal     | 4′    | (c–gis° im Prospekt)   |
| Flöte         | 4′    | (ab c¹ überblasend)    |
| Octave        | 2′    | (Vorabzug aus Mixtur)  |
| Mixtur III    | 2 ⁄3′ |                        |

| Pedal C–d1 |     |
| Subbass    | 16′ |
| Violon     | 8′  |